# Ґуркі (Кольський повіт)
Ґуркі (пол. Górki) — село в Польщі, у гміні Клодава Кольського повіту Великопольського воєводства.
Населення — 192 особи (2011).
У 1975-1998 роках село належало до Конінського воєводства.

## Демографія
Демографічна структура станом на 31 березня 2011 року:
|          | Загалом | Допрацездатний вік | Працездатний вік | Постпрацездатний вік |
| -------- | ------- | ------------------ | ---------------- | -------------------- |
| Чоловіки | 97      | 29                 | 60               | 8                    |
| Жінки    | 95      | 28                 | 51               | 16                   |
| Разом    | 192     | 57                 | 111              | 24                   |